# Dig It
Dig It – dwunasty album studyjny (13. w ogóle) Klausa Schulzego, wydany 31 października 1980 roku w Niemczech nakładem wytwórni Brain. Kilkakrotnie wznawiany, w tym 18 kwietnia 2005 roku nakładem Revisited Records jako CD z dodatkowym, wcześniej niewydanym utworem oraz z DVD.

## Album

### Historia i muzyka
Klaus Schulze nagrał Dig It pomiędzy majem a wrześniem 1980 roku w swoim studiu w Hambühren. Do nagrania materiału muzycznego artysta użył syntezatora-komputera GDS. Nie mógł jedynie nagrać partii perkusji, ponieważ GDS nie miał dźwięków tego instrumentu, wynajął więc Freda Severloha, aby zagrał na żywo na perkusji w utworze „Death Of An Analogue”. Dodatkowo w utworach „Weird Caravan” i „The Looper Isn't A Hooker” Schulze wykorzystał loop autorstwa perkusisty zespołu Ideal, Hansa-Joachima Berendta. Podczas sesji nagraniowej albumu zarejestrował również utwór „Esoteric Goody”, który jednak nie znalazł się na pierwotnej płycie, a został dodany później, jako utwór bonusowy. Również w trakcie realizacji albumu Schulze wystąpił (8 września) na festiwalu Ars Electronica w Linzu w Austrii. Grał w dużej sali Brucknerhaus, a z zewnątrz przesyłano liniami telefonicznymi dźwięki, które wydawali na żywo pracownicy miejscowej huty stali, należącej do Voestalpine AG. Wzdłuż Dunaju w odległości dwóch do trzech kilometrów wzniesiono wieże nagłośnieniowe, aby mieszkańcy miasta mogli wysłuchać utworu, „Linzer Stahlsinfonie”, który znalazł się na bonusowym DVD, dołączonym do późniejszego wznowienia albumu.
Album został wydany 31 października tego samego roku nakładem wytwórni Brain. Jest pierwszym albumem Schulzego nagranym w technice cyfrowej, chociaż wydany został jako płyta winylowa. Jako płyta kompaktowa ukazał się w 1984 roku.

### Lista utworów
| 1. | Death Of An Analogue      | 12:20 |
|    |                           |       |
| 2. | Weird Caravan             | 5:20  |
|    |                           |       |
| 3. | The Looper Isn't A Hooker | 8:20  |
|    |                           |       |
|    |                           | 26:00 |
|    |                           |       |

| 1. | Synthasy | 23:10 |
|    |          |       |
|    |          | 23:10 |
|    |          |       |

| 1. | Death Of An Analogue      | 12:16 |
|    |                           |       |
| 2. | Weird Caravan             | 5:03  |
|    |                           |       |
| 3. | The Looper Isn't A Hooker | 8:17  |
|    |                           |       |
| 4. | Synthasy                  | 22:36 |
|    |                           |       |
|    |                           | 48:12 |
|    |                           |       |

### Informacje
- Klaus Schulze – kompozycja, muzyka, wykonanie (wszystkie instrumenty), produkcja, inżynier dźwięku, grafika
- okładka – Michael Weisser
- tłoczenie w lakierze – SST

### Wznowienie (CD, DVD, 2005, 2016)
Album został wydany ponownie 18 kwietnia 2005 roku nakładem Revisited Records jako CD z dodatkowym utworem i z DVD.
| 1. | Death Of An Analogue      | 12:15   |
|    |                           |         |
| 2. | Weird Caravan             | 5:16    |
|    |                           |         |
| 3. | The Looper Isn't A Hooker | 8:30    |
|    |                           |         |
| 4. | Synthasy                  | 22:53   |
|    | Bonus track:              |         |
| 5. | Esoteric Goody            | 28:21   |
|    |                           |         |
|    |                           | 1:17:15 |
|    |                           |         |
DVD:
| 1. | Linzer Stahlsinfonie | 1:02:22 |
|    |                      |         |
|    |                      | 1:02:22 |
|    |                      |         |
- Klaus Schulze – elektronika, wokoder
- Fred Severloh – perkusja
- Michael Schmitz – koordinator wznowienia
- Klaus D. Müller – producent wznowienia
- Thomas Ewerhard – layout wznowienia
- książeczka dołączona do albumu:
  - kdm (str. 19)
  - Albrecht Piltz (wywiad z Klausem Schulzem z 2004 roku, cytaty z wywiadu z Klausem Schulzem ze stycznia 2005 roku)
  - Markus Schurr, Nigel Pemberton – tłumaczenia tekstów

z książeczki:
- "Dig It" został nagrany latem 1980 w Hambühren. Pierwotne wydanie (bez utworu bonusowego): 31 października 1980
- „Linzer Stahlsinfonie” została sfilmowana przez Österreichischer Rundfunk 8 września 1980.

Kolejne wznowienie (tej samej wersji) ukazało się 30 września 2016 roku nakładem niemieckiej wytwórni MIG (Made In Germany), specjalizującej się we wznowieniach.

## Opinie krytyków
Jim Brenholts z AllMusic uważa, że Dig It to „płyta Klausa Schulze z czystej berlińskiej szkoły”. Dominują w niej „głębokie sekwencje, uporczywe rytmy, metaliczna atmosfera i efekty dźwiękowe science-fiction”, do tworzenia których Schulze używa wyłącznie instrumentów elektronicznych. „Jest to bardzo interesująca płyta z fajnym brzmieniem retro. Spodoba się fanom wczesnego Pink Floyd i wczesnego Tangerine Dream” – konkluduje autor.
Zdaniem Jochena Königa z Musikreviews.de Dig It to „skoncentrowane, rytmicznie mocne utwory, które jednak nie pozbawione są całkowicie przytulnego ciepła. Doskonałe wznowienie MIG uzupełnione jest o DVD „Linzer Stahlsinfonie”, które nie jest może perełką pod względem dźwięku i obrazu, ale jest całkowicie przekonujące pod względem treści i współczesnej historii”.
W opinii Jake’a Cole’a ze Slant Magazine Schulze uznał, że takie narzędzia syntezatory i sekwencery poszerzają możliwości improwizacji: „Dig It, jego pierwsze nagranie cyfrowe, jest z pewnością bardziej ustrukturyzowane niż jego albumy z lat 70., wykorzystujące dźwięczne talerze ride jako elementy rytmu, dodające ostrzejszy, bardziej napędzający ton do jego syntezatorów.